# Alocén (kommunhuvudort)
Alocén är en kommunhuvudort i Spanien.   Den ligger i provinsen Provincia de Guadalajara och regionen Kastilien-La Mancha, i den centrala delen av landet, 80 km öster om huvudstaden Madrid. Alocén ligger 944 meter över havet och antalet invånare är 181. Den ligger vid sjön Pantano de Entrepeñas.
Terrängen runt Alocén är kuperad åt sydost, men åt nordväst är den platt. Runt Alocén är det mycket glesbefolkat, med 5 invånare per kvadratkilometer. Närmaste större samhälle är Sacedón, 10,5 km söder om Alocén. 